# 馬丁斯堡 (紐約州)
馬丁斯堡（英語：Martinsburg）是一個位於美國紐約州劉易斯縣的鎮。

## 人口
根據2020年美國人口普查的數據，馬丁斯堡的面積為196.93平方千米，當中陸地面積為196.02平方千米，而水域面積為0.91平方千米。當地共有人口1316人，而人口密度為每平方千米7人。